# 大理青兰
大理青兰（学名：Dracocephalum taliense），为唇形科青兰属下的一个植物种。